# كأس ملك إسبانيا 1961–62
كأس ملك إسبانيا 1961–62 (بالإسبانية: Copa del Generalísimo de fútbol 1961-62)‏ هو الموسم 58 من كأس ملك إسبانيا. أشرف على تنظيمه الاتحاد الملكي الإسباني لكرة القدم، وكان عدد الأندية المشاركة فيه 48، وفاز فيه ريال مدريد.